# كمبي صالح

كانت المدينة منطلقا للقوافل العابرة للصحراء منذ القدم.

كمبي صالح كانت بمثابة العاصمة السياسية لسلطنة غانا وتقع في الجنوب الشرقي من موريتانيا على بعد 60 كم جنوب مدينة تمبدغة.
يعود تاريخ المدينة إلى القرن الثالث الملادي عندما سيطرت قبائل الماندية الوثنية على طرق القوافل التجارية بين كمبي صالح وأوداغست وتمبكتو وخلال القرن السابع الملادي برزت إمبراطورية غانة كقوة عظمى مهيمنة في المنطقة متخذة من مدينة كمبي صالح عاصمة لها، ومع حلول القرن الحادي عشر الملادي وصل عدد سكان مدينة كمبي صالح 30 ألف نسمة مجسدة أكبر مدينة على الإطلاق في القارة الإفريقية.
تتكون المدينة من مركزين، المركز الشمالي حيث عرف بمساجده الإثنى عشر بينما عرف المركز الجنوبي بالقلعة حيث كان القصر الملكي محاطا بالتجمعات السكنية، أو كما قيل كانت تنقسم إلى حيين: حي صالح للمسلمين وحي كومبي لغير المسلمين. بنتها قبائل صنهاجة البربرية، ومع مطلع 1070 م زحفت جيوش دولة المرابطين على المدينة ملحقة ضررا جسيما بالمدينة وبسجلاتها الموثقة وحل المرابطيون محل السكان الأصليين، في مطلع القرن الثالث عشر الميلادي استخدم ملك الصوص «سمارى كانته» المدينة ثكنة لجيوشه ومنطلق لعملياته العسكرية، بعدها صارت المدينة القديمة مهجورة حتى أعيد اكتشافها سنة 1913 م كمركز للحفريات وقبلة لعلماء الآثار من جميع أصقاع المعمورة، وتوجد اليوم في نفس المكان تقريبا مدينة جديدة بنفس الاسم وهي عاصمة لبلدية كمبي صالح إحدى البلديات الخمسة التابعة لمقاطعة تمبدغة.

## التراث العالمي
سجل لموريتانيا موقعين ضمن اللائحة الرئيسية لمواقع لتراث العالمي لمنطمة اليونسكو، وقد سجل موقع كمبي صالح ضمن "القائمة "الإرشادية المؤقتة لمواقع التراث العالمي" في الصنف الثقافي، بالنسبة "لقائمة مواقع التراث العالمي في موريتانيا" وذلك بتاريخ 14/06/2001.